# Wilhelm Meyer (Zahnmediziner)
Wilhelm Meyer (* 2. April 1896 in Hameln; † 12. Juni 1982 in Göttingen) war ein deutscher Zahnarzt und Hochschullehrer.

## Leben
Wilhelm Meyer kam am 2. April 1896 in Hameln als Sohn des Kaufmanns Gustav Meyer (1868–1935) und der Elise geborene Menge (1875–1908) zur Welt. Nachdem Wilhelm Meyer 1914 das Abitur abgelegt hatte, meldete er sich freiwillig zum Militärdienst. 1915 erfolgte seine Beförderung zum Leutnant, ehe er 1918 ausgemustert wurde. Im darauffolgenden Jahr nahm er ein Studium der Zahnheilkunde in Marburg auf, das er 1921 in Göttingen mit dem Staatsexamen abschloss. Im selben Jahr wurde Meyer mit einer Arbeit zur Pathohistologie der Zahnpulpa, die bereits einen Teil des späteren Hauptarbeitsgebiets beinhaltete, zum Dr. med. dent. promoviert.
1924 folgte Meyer seinem Lehrer Hermann Euler nach Breslau, wo er als Oberarzt die Leitung der chirurgischen Abteilung am Zahnärztlichen Institut übernahm. 1925 habilitierte sich Meyer mit der Arbeit „Strittige Fragen in der Histologie des Zahnschmelzes“, bevor er 1930 zum außerordentlichen Professor ernannt wurde. Im Rahmen eines zunächst auf zwei Jahre begrenzten Austauschprogramms wechselte Wilhelm Meyer 1931 in Vertretung Eulers als Gastprofessor an die Kaiserliche Universität Tokio.
Wilhelm Meyer kehrte jedoch erst 1934 zurück, nachdem 1932 sein Hauptwerk, das „Lehrbuch der normalen Histologie und Entwicklungsgeschichte der Zähne des Menschen“, erschienen war. 1935 wurde Meyer eine Professur sowie die Leitung des Zahnärztlichen Instituts der Universität Königsberg übertragen. Zusätzlich widmete er sich einem in Göttingen begonnenen Medizinstudium, das er 1941 mit der Promotion zum Dr. med. beendete. Am 7. Juni 1937 beantragte er die Aufnahme in die NSDAP und wurde rückwirkend zum 1. Mai desselben Jahres aufgenommen (Mitgliedsnummer 5.480.076). 1946 scheiterte Meyers Berufung nach Freiburg an dieser Mitgliedschaft. 1948 wurde er auf besonderen Wunsch der Fakultät zum Direktor des Zahnärztlichen Instituts an der Universität Göttingen bestellt, trotz anfänglichen Widerstands seitens des niedersächsischen Kabinetts. Anlässlich seiner Emeritierung 1968 wurde er mit der Verleihung der Albrecht-von-Haller-Medaille der Universität Göttingen gewürdigt. Zudem wurde er 1958 in die Leopoldina aufgenommen. 
Meyer heiratete 1922 in Hameln Elisabeth geborene Lohmann (1900–1984). Der Ehe entstammten drei Kinder, darunter der Professor der Physiologie an der Universität Göttingen Justus Meyer-Lohmann. Wilhelm Meyer verstarb am 12. Juni 1982 86-jährig in Göttingen.

## Wirken
Wilhelm Meyers akademische Karriere fiel in das Ende einer Zeit des Übergewichts der zahnärztlichen Chirurgie in der Zahnheilkunde. Während Meyer in seiner Funktion als Institutsleiter diesen Bereich zu vertreten hatte, galt sein wissenschaftliches Hauptinteresse jedoch der normalen und Pathohistologie sowie der Entwicklungsgeschichte der Zähne und Kiefer. Meyer kam zugute, dass er in seiner Göttinger und Breslauer Zeit die mikrophotographische Technik zu besonderer Perfektion entwickeln konnte.
Weitere, in erster Linie der Zahnerhaltung zugeordnete Arbeitsbereiche erschlossen sich ihm häufig über ihre Histologie. Dazu sorgte Meyer mit der dreidimensional-vergrößerten Darstellung intradentaler Kanalsysteme, die den Wunsch nach vollständiger Versiegelung im Rahmen endodontischer Behandlungen ad absurdum führte, für Aufsehen.
Das besondere Interesse Meyers galt aber auch den Erkrankungen des Parodontiums. Dabei war er es ihm nach dem Zweiten Weltkrieg ein Anliegen, durch Mitarbeit in nationalen und internationalen Gremien dem Fachgebiet Parodontologie zu größerer Bedeutung zu verhelfen.

## Schriften
- Stereoskopische Röntgenaufnahmen, In: Deutsche Zahnärztliche Wochenschrift 32, 1929, Seite 599–603
- Lehrbuch der normalen Histologie und Entwicklungsgeschichte der Zähne des Menschen, 1932, 2. Auflage, 1951
- Nahrung und Zähne, In: Deutsche Zahnärztliche Zeitschrift 3, 1948, Seite 381–384
- Die Pathohistologie der Zahnpulpa, In: Deutsche Zahnheilkunde in Vorträgen, 1951
- Eliminatio dentis, In: Deutsche Zahn-, Mund- und Kieferheilkunde 19, 1953, Seite 180–193
- Die Darstellung der Wurzelkanäle, In: Zahnärztliche Rundschau 64, 1955, Seite 532–534
- Die Zahnextraktion und ihre Schmerzverhütung, 1956
- Zahnärztliche Operationslehre, 1961, 2. Auflage, 1963